# Pristimantis diogenes
Eleutherodactylus diogenes là một loài động vật lưỡng cư trong họ Strabomantidae, thuộc bộ Anura. Loài này được Lynch & Ruiz-Carranza miêu tả khoa học đầu tiên năm 1996.